# Stará Báň
Stará Báň je zaniklá vesnice s tvrzí východně od vsi Hradčany v okrese Nymburk ve Středočeském kraji. U silnice II/328 se po ní dochovalo tvrziště chráněné jako kulturní památka.

## Historie
První písemná zmínka o vesnici pochází z roku 1391. Podle Augusta Sedláčka v ní už tehdy stála tvrz, na které sídlil vladyka Halda z Báně. Roku 1460 byl jejím majitelem Jan z Báně a v letech 1451–1454 byl uváděn Jíra Opat z Maličína a z Báně. Nejstarší zmínky o tvrzi ji spojují s rodem Baderských z Újezda, kterým vesnice patřila od roku 1497. Prvním držitelem tvrze z tohoto rodu byl v letech 1497–1510 Hynek a po něm jeho syn Jiří připomínaný v letech 1519–1560. Jiří však sídlil buď v Poděbradech nebo v Libodřicích, a tvrz v Báni pustla. Zápis z desk zemských z roku 1551 uvádí vesnici a pustou tvrz se dvorem. Jiří tímto zápisem věnoval věno ve výši 300 kop grošů své manželce Anně ze Smojna.
Dalším majitelem se stal Jan Baderský z Újezda, který byl nejspíše Jiřího synem. Po jeho smrti majetek převzal Zikmund Baderský, který dvůr Báň s krčmou a jednou chalupou prodal Bavorovi. Zikmund i Bavor snad byli bratry zemřelého Jana Baderského. Posledním příslušníkem rodu Baderských, kterému ves patřila, se stal Bavorův syn Hynek. Od něj statek v roce 1584 koupil za 2 540 kop míšeňských grošů císař Rudolf II. a připojil jej k chlumeckému panství.
Na tvrz i ves, která rovněž v průběhu času zanikla, upomíná nově opravená samota v místě bývalého hospodářského dvora, a tvrziště umístěné na druhé straně dnešní silnice.

## Popis
Tvrziště je nepravidelná vyvýšenina přibližně podkovovitého tvaru o rozměrech asi 26 × 19 metrů. Pahorek je obehnán příkopem a vnějším valem. Příkop je místy široký přes deset metrů a hluboký dva až tři metry. Tvrziště bylo narušeno pozdějšími úpravami terénu, zejména se jedná o odstranění valu na západní straně.